# Газзаев, Батрадз Владимирович
Батрадз Владимирович Газзаев (род. 13 ноября 1991, Владикавказ) — российский борец вольного стиля, чемпион и призёр чемпионатов России, обладатель Кубка европейских наций 2013 года, мастер спорта России, Профессиональный боец азиатской лиги ONE FC

## Биография
Когда ему было 8 лет отец отвёл его в секцию. Его первым тренером был Артур Базаев. Впоследствии переехал в Кемерово, где его тренером стал Сергей Большаков.

## Спортивные результаты
- Первенство России по вольной борьбе среди юниоров 2011 года — ;
- Чемпионат России по вольной борьбе 2013 года — ;
- Гран-при Иван Ярыгин 2014 года — ;
- Абсолютный чемпионат России по борьбе 2017 года —  (до 97 кг);
- Абсолютный чемпионат России по борьбе 2017 года —  (абсолютная);
- Международный турнир «Степан Саркисян» 2017 года — [1];
- Абсолютный чемпионат России по борьбе 2019 года —  (до 125 кг);
- Абсолютный чемпионат России по борьбе 2019 года —  (абсолютная);